# Старий Сумін
Старий Сумін (пол. Stary Sumin) — село в Польщі, у гміні Цекцин Тухольського повіту Куявсько-Поморського воєводства.
Населення — 224 особи (2011).
У 1975-1998 роках село належало до Бидгощського воєводства.

## Демографія
Демографічна структура станом на 31 березня 2011 року:
|          | Загалом | Допрацездатний вік | Працездатний вік | Постпрацездатний вік |
| -------- | ------- | ------------------ | ---------------- | -------------------- |
| Чоловіки | 109     | 27                 | 73               | 9                    |
| Жінки    | 115     | 27                 | 68               | 20                   |
| Разом    | 224     | 54                 | 141              | 29                   |